# ليون فيلا
ليون فيلا (بالإسبانية: León Villa)‏ (12 يناير 1960 بميديلين في كولومبيا - ) هو مدرب كرة قدم ولاعب كرة قدم كولومبي في مركز الدفاع، شارك في كأس العالم 1990. وشارك مع منتخب كولومبيا لكرة القدم. أما مع النوادي، فقد لعب مع أتلتيكو ناسيونال وديبورتيس كوينديو.

## وصلات خارجية
- ليون فيلا على موقع الاتحاد الدولي (مؤرشف)  (الإنجليزية)
- ليون فيلا على موقع قاعدة بيانات كرة القدم.إي يو (الإنجليزية)
- ليون فيلا على موقع ناشيونال فوتبول تيمز (الإنجليزية)
- ليون فيلا على موقع عالم كرة القدم.نت (الإنجليزية)